# Wydział Sztuki Uniwersytetu Warmińsko-Mazurskiego w Olsztynie
Wydział Sztuki Uniwersytetu Warmińsko-Mazurskiego w Olsztynie – jeden z szesnastu wydziałów Uniwersytetu Warmińsko-Mazurskiego w Olsztynie.

## Historia Wydziału
W październiku 2008 roku rozpoczęto zmiany strukturalne na Wydziale Nauk Społecznych i Sztuki, czego efektem była zmiana nazwy na Wydział Nauk Społecznych, a następnie 1 stycznia 2009 roku wyodrębniono nowy wydział – Wydział Sztuki.
Tworzą go dwie jednostki – Instytut Muzyki i Instytut Sztuk Pięknych. Dziekanat i obie jednostki mieszczą się w budynku przy ul. Szrajbera 11.
Wydział na dzień 1 stycznia 2009 dysponował ok. 60 nauczycielami akademickimi, w tym 14 profesorami. Posiada uprawnienia do nadawania stopnia naukowego doktora z dyscypliny dyrygentura.

## Kierunki kształcenia
Dostępne kierunki:
- Edukacja artystyczna w zakresie sztuki muzycznej (studia I i II stopnia)
- Edukacja artystyczna w zakresie sztuk plastycznych (studia I i II stopnia)
- Produkcja muzyczna i realizacja dźwięku (studia I stopnia)

## Poczet dziekanów
1. dr hab. Piotr Obarek (2008–2012)
2. prof. dr hab. Benedykt Błoński (2012–2024)
3. dr hab. Jan Połowianiuk (od 2024)

## Władze Wydziału
W kadencji 2024–2028:
| Stanowisko | Imię i nazwisko            |
| ---------- | -------------------------- |
| Dziekan    | dr hab. Jan Połowianiuk    |
| Prodziekan | dr hab. Agnieszka Panasiuk |

## Struktura organizacyjna
| Instytut                | Dyrektor                                 |
| ----------------------- | ---------------------------------------- |
| Instytut Muzyki         | dr hab. Adam Mieczykowski                |
| Instytut Sztuk Pięknych | dr hab. Violetta Kulikowska-Parkasiewicz |